# Магог (Квебек)
Магог (фр. Magog) је град у Канади у покрајини Квебек. Према резултатима пописа 2011. у граду је живело 25.358 становника.

## Географија

### Клима
| Клима (Магог)            | Клима (Магог) | Клима (Магог) | Клима (Магог) | Клима (Магог) | Клима (Магог) | Клима (Магог) | Клима (Магог) | Клима (Магог) | Клима (Магог) | Клима (Магог) | Клима (Магог) | Клима (Магог) | Клима (Магог) |
| Показатељ \ Месец        | .Јан.         | .Феб.         | .Мар.         | .Апр.         | .Мај.         | .Јун.         | .Јул.         | .Авг.         | .Сеп.         | .Окт.         | .Нов.         | .Дец.         | .Год.         |
| ------------------------ | ------------- | ------------- | ------------- | ------------- | ------------- | ------------- | ------------- | ------------- | ------------- | ------------- | ------------- | ------------- | ------------- |
| Средњи максимум, °C (°F) | −5,9 (21,4)   | −4 (25)       | 1,7 (35,1)    | 9,3 (48,7)    | 17,5 (63,5)   | 22,1 (71,8)   | 24,5 (76,1)   | 22,3 (72,1)   | 18 (64)       | 11,4 (52,5)   | 3,9 (39)      | −2,7 (27,1)   | 24,5 (76,1)   |
| Просек, °C (°F)          | −10,4 (13,3)  | −8,8 (16,2)   | −2,8 (27)     | 4,6 (40,3)    | 12 (54)       | 16,9 (62,4)   | 19,4 (66,9)   | 18,2 (64,8)   | 13,3 (55,9)   | 7,1 (44,8)    | 0,5 (32,9)    | −6,7 (19,9)   | 5,27 (41,53)  |
| Средњи минимум, °C (°F)  | −14,9 (5,2)   | −13,5 (7,7)   | −7,3 (18,9)   | −0,1 (31,8)   | 6,4 (43,5)    | 11,7 (53,1)   | 14,3 (57,7)   | 13,2 (55,8)   | 8,6 (47,5)    | 2,9 (37,2)    | −2,9 (26,8)   | −10,7 (12,7)  | −14,9 (5,2)   |
| [ тражи се извор ]       |               |               |               |               |               |               |               |               |               |               |               |               |               |

## Становништво
Према резултатима пописа становништва из 2011. у граду је живело 25.358 становника, што је за 6,2% више у односу на попис из 2006. када је регистровано 23.880 житеља.
| 2006.  | 2011.  |
| ------ | ------ |
| 23.880 | 25.358 |